# SpongeBob Schwammkopf: The Cosmic Shake
SpongeBob Schwammkopf: The Cosmic Shake ist ein Jump-’n’-Run-Action-Adventure des österreichischen Entwicklerstudios Purple Lamp Studios von THQ Nordic, welches auf der SpongeBob Schwammkopf Serie basiert. Das Spiel ist am 31. Januar 2023 für PlayStation 4, Xbox One, Nintendo Switch und Microsoft Windows erschienen. Am 23. Oktober 2023 folgte eine Veröffentlichung für Playstation 5 und Xbox Series. Es handelt sich nach SpongeBob Schwammkopf: Battle for Bikini Bottom – Rehydrated, um das Zweite von Purple Lamp Studios entwickelte SpongeBob-Spiel und um das insgesamt 20. Spiel innerhalb der Spongebob-Schwammkopf-Spielreihe.

## Handlung
SpongeBob und Patrick bekommen von der geheimnisvollen Wahrsagerin Kassandra ein Fläschchen mit magischer Seifenblase geschenkt. Sie blubbern zu viele Wünsche und was wie ein harmloser Spaß aussah, verwandelt sich in eine kosmische Katastrophe: Das Gefüge der Realität löst sich auf und überall öffnen sich magische Wunschwelten. Da viele von SpongeBobs Freunden in diese seltsamen Welten gesaugt werden, gilt es in verschiedene kosmische Kostüme zu schlüpfen, um in die Wunschwelten zu reisen und SpongeBobs Freunde zu retten.

## Spielprinzip
Der Spieler steuert die Hauptfigur Spongebob Schwammkopf aus der Third-Person-Perspektive. Das Spielprinzip ist ähnlich konzipiert wie vorherige Spongebob-Spiele. Der Spieler bewegt sich durch verschiedene Welten, die einem Schauplatz aus der Serie ähneln. Mit dabei sind unter anderem: Die Quallenfelder, Rock-Bottom oder die Innenstadt von Bikini Bottom. Der Spieler muss in diesen Welten verschiedene Passagen durchqueren, Rätsel lösen und verschiedene Aufgaben bewältigen, dabei stehen dem Spieler verschiedene Power-ups und Fähigkeiten zur Verfügung. Dem Spieler werden diverse Gegner in den Weg gestellt, die es zu besiegen gilt. Nachdem der Spieler alle Passagen eines Levels durchquert und alle Aufgaben abgeschlossen hat, wartet am Ende des Levels meist ein Bossgegner auf ihn. Hat er diesen erfolgreich bekämpft, bekommt er meist eine Belohnung, durch die er andere Level freischalten kann.

## Entwicklung
SpongeBob Schwammkopf: The Cosmic Shake wurde erstmals am 17. September 2021 angekündigt, als Teil von THQ Nordics 10-jährigem Jubiläums Livestream. Am selben Tag folgte der erste Ankündigungstrailer. Das Spiel soll sieben unterschiedliche Welten und mehr als 30 „kosmische Skins“ aus der Serie beinhalten, die der Spieler tragen kann. Eine spielbare Demo des Spiels wurde auf der Gamescom 2022 präsentiert. Seit dem 7. Dezember 2022 ist das Spiel zudem für alle Plattformen vorbestellbar. Vorbesteller erhalten zudem ein Kostüm-Paket mit dem Spongebob verschiedene Kostüme aus der Serie tragen kann. Bspw. der Gegenteil-Bob (Aus der Folge: Im Gegenteil) oder der Primitive Schwamm (Aus der Folge: Die Zeitmaschine). Es wird zudem eine limitierte „BFF-Edition“ geben, die eine Statue, einen aufblasbaren Patrick, ein BFF Amulett, 4 Kostüm-Miniatur-Flummis, 4 Tischsets, eine Standardkopie des Spiels für die gewählte Plattform und das Kostüm-Paket DLC beinhaltet.
Als potenzielle Fortsetzung von Battle for Bikini Bottom – Rehydrated konzipiert, erhielt das Projekt nach dem kommerziellen Erfolg des Spiels grünes Licht. Während Battle for Bikini Bottom neben SpongeBob auch Patrick und Sandy als spielbaren Charakter beinhaltete, jeder mit einer oder mehreren Spezialfähigkeiten, entschied sich Purple Lamp Studios dafür, diesmal nur einen spielbaren Charakter zu haben, der in The Cosmic Shake mehrere Spezialfähigkeiten hat. Freischaltbare Kostüme wurden zudem zu einem zentralen Thema des Spiels.
Die Spielzeit beträgt rund 8 Stunden für die reine Story und bis zu 12 Stunden für alle Inhalte.

## Charaktere
Neben den Hauptfiguren Spongebob, Patrick, Thaddäus, Mr. Krabs, Plankton, Sandy, Mrs. Puff, Karen und Perla, haben weitere aus der Serie bekannte Charaktere Auftritte im Spiel. Mit dabei sind unter anderem: Larry, der Hummer, der Fliegende Holländer, König Neptun und Der Alte Jenkins.

## Synchronisation
Nachdem fast alle sämtlichen SpongeBob-Spiele in der Vergangenheit, mit anderen deutschen Sprechern als in der Serie aufwarteten, konnte man erstmals in Battle for Bikini Bottom – Rehydrated, alle Originalsprecher verpflichten. Auch in The Cosmic Shake sind wieder sowohl für die Englische als auch für die Deutsche Synchronisation alle aktuellen Sprecher der Serie an Bord. Spongebob Schwammkopf wurde im englischen wieder von Tom Kenny synchronisiert, im deutschen von Santiago Ziesmer. In der englischen Sprachausgabe wurde die Rolle des Mr. Krabs, dabei erstmals wie in der Serie von Clancy Brown synchronisiert, der in vergangenen Spongebob-Spielen noch von Joe Whyte gesprochen wurde.
Für die deutsche Synchronisation zeichnete die 4-real Intermedia GmbH in Offenbach verantwortlich. Philip Dietrich führte Dialogregie.
| Rolle                       | Englischer Sprecher | Deutscher Sprecher         |
| --------------------------- | ------------------- | -------------------------- |
| Spongebob Schwammkopf       | Tom Kenny           | Santiago Ziesmer           |
| Patrick Star                | Bill Fagerbakke     | Fritz Rott                 |
| Thaddäus Tentakel           | Rodger Bumpass      | Joachim Kaps               |
| Mr. Eugene Krabs            | Clancy Brown        | Jürgen Kluckert            |
| Sheldon J. Plankton         | Mr. Lawrence        | Sebastian Christoph Jacob  |
| Sandy Cheeks                | Carolyn Lawrence    | Cathlen Gawlich            |
| Mrs. Puff                   | Mary Jo Catlett     | Sonja Deutsch              |
| Karen Plankton              | Jill Talley         | Susanne Geier              |
| Perla Krabs                 | Lori Alan           | Sabine Winterfeldt         |
| Fliegender Holländer        | Brian Doyle-Murray  | Axel Lutter                |
| Larry, der Hummer           | Mr. Lawrence        | Jörg Hengstler             |
| König Neptun                | John O’Hurley       | Gilles Karolyi             |
| Der alte Jenkins            | John Gegenhuber     | Steffen Wilhelm            |
| Poster Fisch                | John O’Hurley       | Steffen Wilhelm            |
| Glovey Glove                | John O’Hurley       | Lucas Wecker               |
| Nachrichtensprecher         | Mr. Lawrence        | Frank Schröder             |
| Fred                        | Mr. Lawrence        | Peter Lehn                 |
| Madame Kassandra            | Sirena Irwin        | Manja Doering              |
| Herald                      | Dee Bradley Baker   | Philipp Andreas Reinheimer |
| Hygienepolizei              | Dee Bradley Baker   | Peter Dischkow             |
| Admiral Killergarnele       |                     | Andreas Gröber             |
| Jacques Cousteau (Erzähler) | Tom Kenny           | Michael Pan                |

## Bewertungen
SpongeBob Schwammkopf: The Cosmic Shake hat international solide Bewertungen erhalten. Die Rezensionsdatenbank Metacritic aggregiert je nach Plattform einen Gesamtwert von 68 bis 73.
David Benke von PC Games sowie Dennis Michel von GamePro erklären, dass das Spiel insbesondere für Fans der Zeichentrickserie geeignet ist. Das Spiel besitzt laut der Computerbild und PC Games viele Details aus der Serie mit Anspielungen sowie Easter Eggs. David Benke lobt weiterhin die Synchronisation, welche die aktuellen Synchronsprecher der Zeichentrickserie beinhaltet.
Die verhältnismäßig kurze Dauer der Spielzeit der Hauptgeschichte wird von Dennis Michel und David Benke bei einem Preis von 40 Euro kritisiert und zwischen sechs bis sieben respektive acht bis zehn Stunden angegeben. Alexander Friedrich von Gameswelt sowie Dennis Michel kritisieren weiterhin den nicht vorhandenen Koop-Modus. Die Gameswelt kritisiert überdies die teilweise unsaubere Steuerung und die Computerbild Probleme mit der Spielkamera.

„Wer Lust auf ein entspanntes Plattforming-Abenteuer mit jeder Menge Fans-Service hat, darf gerne zugreifen. Wer nichts mit SpongeBob anfangen kann oder einen 3D-Hüpfer mit Anspruch sucht, ist hier aber an der falschen Adresse.“

„SpongeBob Schwammkopf: The Cosmic Shake ist ein kurzweiliger 3D-Platformer, der eindeutig an Fans und die jüngere Zielgruppe gerichtet ist. Der Schwierigkeitsgrad ist nicht sonderlich hoch und die knappe Handlung wenig komplex. Wer SpongeBob Schwammkopf: Battle for Bikini Bottom - Rehydrated gespielt hat, wird sich im jüngsten Abenteuer des quirligen Schwamms sofort wohlfühlen.“

### Verkaufszahlen
Das Spiel hat circa 50.000 Exemplare auf der Plattform Steam innerhalb der ersten Woche verkauft.